# Беат Фојц
Беат Фојц је швајцарски алпски скијаш. Такмичи се првенствено у брзинским дисциплинама и комбинацији. Остварио је пет победа у Светском купу. Највеће успехе је имао у сезони 2011/12. када је био други у генералном пласману, као и у спусту и у комбинацији и трећи у поретку супервелеслалома. На Олимпијским играма у Пјонгчангу 2018. освојио је сребрну медаљу у супервелеслалому и бронзану у спусту. На Светском првенству освојио је злато у спусту 2017. и бронзу 2015.

## Победе у Светском купу
6 победа (4 у спусту, 2 у супервелеслалому)
| Сезона                         | Датум              | Место           | Трка            |
| ------------------------------ | ------------------ | --------------- | --------------- |
| 2010/11. 1 победа (1 СП)       | 11. март 2010.     | Квитфјел        | Спуст           |
| 2011/12. 4 победе (2 СП, 2 СВ) | 16. децембар 2011. | Вал Гардена     | Супервелеслалом |
| 2011/12. 4 победе (2 СП, 2 СВ) | 14. јануар 2012.   | Венген          | Спуст           |
| 2011/12. 4 победе (2 СП, 2 СВ) | 11. фебруар 2012.  | Краснаја Пољана | Спуст           |
| 2011/12. 4 победе (2 СП, 2 СВ) | 2. март 2012.      | Квитфјел        | Супервелеслалом |
| 2015/16.. 1 победа (1 СП)      | 16. март 2016.     | Санкт Мориц     | Спуст           |